# Бурцев, Тимофей Матвеевич
Тимофе́й Матве́евич Бу́рцев (Бурцов) (1679 — 1744) — российский горный инженер, один из основателей Екатеринбурга.

## Биография
Родился в 1679 году, происходил из Соликамских посадских людей.
В 1710-х годах служил управителем Алапаевского завода. По приказу Сибирского губернатора князя М. П. Гагарина производил осмотр медеплавильного производства на Уктусском заводе. 14 июля 1718 года был назначен Уктусским комендантом, сменив на этом посту Осипа Бухвалова. По другим данным, Бурцев был назначен заводским комиссаром в 1713 году. В этот же период построил на Исети суть выше устья Уктуса мукомольную мельницу с отдельным прудом, которой владел его племянник Никита Петрович Бурцев. Также Тимофей Матвеевич владел винокурней, расположенной на Бобровском ключе в Арамильской слободе. Во время руководства Бурцева, в ночь на 5 апреля 1718 года Уктусский завод перенёс разрушительный пожар, после чего был отстроен практически заново.
В 1721—1722 годах Бурцев участвовал в поиске места для строительства Екатеринбургского завода. 15 декабря 1722 года в рапорте на имя В. И. де Геннина Бурцев доложил о том, что совместно с плотинными мастерами Иваном Мелентьевым, Фёдором Михайловым и подмастерьем Семёном Черепановым нашёл оптимальные с точки зрения обеспеченности лесом и водными ресурсами места на Исети для строительства двух новых заводов. Одно из мест было выбрано выше Уктусского завода по течению Исети на 6 вёрст (будущий Екатеринбургский завод), второе — выше первого по течению на 3—4 версты (будущий Верх-Исетский завод). Также авторству Бурцева принадлежит первоначальная смета строительства Екатеринбургского завода на 30 тыс. рублей. В 1723—1724 годах Бурцев заведовал снабжением стройки Екатеринбургского завода.
Известны попытки Бурцева организовать строительство медеплавильного завода на реке Чусовой в 43 верстах от Уктусского. Под его руководством в начале 1720-х годов был построен амбар и вспомогательные строения, которые были сожжены башкирами, считавшими эти земли занятыми незаконно.
В 1724—1734 годах по распоряжению Берг-коллегии Бурцев служил управителем Нерчинского завода. Отправку Бурцева на службу в Сибирь оценивают как «почётную ссылку» за поддержку В. Н. Татищева в его тяжбе с Демидовыми. В 1733—1734 годах Бурцев участвовал в строительстве железоделательного завода на притоке Ангары. Завод строился для обеспечения железом Камчатской экспедиции Беринга, но впоследствии строительство было перенесено в окрестности Якутска.
В 1735—1737 годах Бурцев входил в Комиссию по рассмотрению заводов и ремёсел в Екатеринбурге. В задачи комиссии входило утверждение штатов казённых заводов и оптимизация размещения заводского оборудования. В составе комиссии Бурцев занимался контрольными осмотрами ведомственных заводов. В 1737—1742 годах Бурцев занимал должность управителя Екатеринбургского завода.
В 1742 году Тимофей Матвеевич вышел в отставку чине заводского комиссара (обер-гитенфервалтера). Скончался в 1744 году.

## В художественной литературе
- В. Пикуль, «Слово и дело»
- Д. Гербер, «Временщик»